# 柴田ケイコ
柴田 ケイコ（しばた けいこ、1973年7月9日 - ）は日本の絵本作家、イラストレーター。高知県高知市出身。高知県立高知小津高等学校、奈良芸術短期大学美術科ビジュアルデザインコース卒業。
作品は「鮮やかな色使いにユーモラスなシチュエーション」「オイルパステルの色鮮やかなところとあたたかいタッチ。不細工なキャラクターの表情」が特徴で、動物や食べ物を題材にしたものが多い。絵本のシリーズには『しろくま』『ぽめちゃん』『パンどろぼう』『パンダのおさじ』などがあり、『しろくま』シリーズは2024年1月時点で累計販売部数34万部、『パンダのおさじ』シリーズは2025年5月時点で累計30万部、『パンどろぼう』シリーズは2025年6月時点で累計450万部を突破している。
絵本の制作にはオイルパステルと絵具を主に使用し、「ちょうど良いユーモアを」という言葉を意識している。
こけし、だるま、一輪挿し、ブローチなどのハンドメイドの立体作品も制作しており、イベントでの販売やワークショップも行っている。

## 略歴
小学3年生の時、高知県の「こども県展」に出展した花の絵が技術賞に選ばれ表彰された。
1990年、高校生の頃に地元の書店「金高堂」で見つけた広告ディレクターの本と『イラストレーションファイル』（玄光社）に影響を受け、デザイナーを目指すようになる。
1994年、奈良芸術短期大学を卒業後、香川市内の印刷会社にグラフィックデザイナーとして就職。28歳の頃、高知のデザイン事務所に転職し、企業広告の制作やイラスト作成に携わる。
1999年、「二人展」を高知市のアトリエよくばり子リスで開催。絵が1枚売れ、絵で人が喜んでくれる喜びを知る。
2000年10月、 初個展「keikoten」を高知市のファウストギャラリーで開催。
2002年、デザイン事務所の解散を機にフリーランスとなり、事務所の先輩から「デザインよりもイラストが向いている」「イラストの道でやっていったほうがいい」との言葉をもらったことなどから、7月よりイラストレーターとして活動を始める。当初は紙のファイルを作り高知で何社もデザイナーに見せて営業をしていたが、仕事が来なかったため東京のデザイン事務所にも郵送やメールで送っていた。2003年、JEANS FACTORY CONTEMPORARY ART AWARD優秀賞入賞。
2004年、結婚。2005年に長男、2007年に次男を出産。子育てを通じて日々絵本の読み聞かせをするようになり、自身にとって絵本が以前よりも身近になっていく。2008年頃、長男が弱視だということがわかった。息子がめがねを掛けるのを嫌がってしまわないように考えたことや、「歯医者さんには歯の絵本があるのに、なんでめがね屋さんにはめがねの絵本がないんだろう？」「『めがねって悪いもんじゃないよ』って、子どもよりも、保護者にまず知ってほしくて。それを作品として残したいと思った」ことから、めがねに対してポジティブな思いを抱ける作品があればという願いから『めがねこ』の構想が生まれた。2008年、雑誌『自休自足』にイラストを掲載したことで、手紙社代表の北島勲との縁ができる。2009年、『イラストノート』（誠文堂新光社）第10回ノート展準大賞を受賞。
2010年7月、「柴田ケイコillustration個展 しばた商店」を吉祥寺のにじ画廊で開催。東京で初の個展となる。同年10月「もみじ市」に初参加。以降、「もみじ市」をはじめとする、手紙社主催のイベント「蚤の市」「布博」「紙博」などに参加する様になったほか、フライヤーやグッズの作成や店舗で個展を開催している（#展覧会）。長男が小学校に入る少し前に、週一回小学校で絵本の読み聞かせボランティアを行うようになった。読み聞かせを8年間続けたことは、多くの絵本や文章のリズムに触れることにもなり、また、子どもたちの反応を直で見ることができるため絵本作家としての創作の糧にもなった。
2016年8月、『めがねこ』（手紙社）を刊行し絵本作家としてデビュー。2017年1月、『おいしそうなしろくま』（PHP研究所） を刊行し、第8回リブロ絵本大賞など数々の賞を受賞（#受賞歴参照）。2018年11月、『ぽめちゃん』（PHP研究所） 刊行。2020年4月、『パンどろぼう』（KADOKAWA）を刊行し、第11回リブロ絵本大賞や第1回 TSUTAYAえほん大賞などを受賞した。また、この年から「いのの大国さま」と親しまれている椙本神社 （いの町）のジャンボ絵馬を手がけている。
2022年11月、自宅の隣にアトリエを構える。
2023年5月、『パンダのおさじとフライパンダ』刊行。11月、第4回TSUTAYAえほん大賞が発表され大賞に『パンどろぼう おにぎりぼうやのたびだち』が、第5位に『パンダのおさじと フライパンダ』が選ばれる。
2025年6月に『パンどろぼう』のアニメ化が発表された。

## 人物・エピソード
- 子供の頃は絵を描くことと同様に、公園や自宅の裏山などで遊ぶことも好きで[23]、外で遊んでいたためあまり絵本は読まなかったという[47]。
- 趣味は登山とマラソン[48]。仕事の区切りがついた時には近くの山にホットサンドメーカーと携帯コンロを持って登り、いい空気の中でホットサンドを焼いて食べるのが格別だと語っている[49]。中岡慎太郎マラソンや高知龍馬マラソンなどの大会にも参加している[50][51][52]。
- リフレッシュ方法として落語を聞くことや、映画を見ること、外に出て歩くことなどを挙げている[5]。『パンダのおさじとフライパンダ』中に出てくる呪文も落語『死神』からインスピレーションを受けている[30]。お気に入りの映画の一つに『E.T.』を挙げていて[48]、成長するにつれて忘れがちな子供ならではの純粋な感情を思い出させ、掘り起こしてくれる作品だと語っている[53]。また、仁淀川河口大橋もリフレッシュできる場所の一つだという[54]。
- 長男が3歳の頃の弱視発覚を機に構想が生まれた『めがねこ』であったが、出版された時には長男は小学5年生で絵本を読む年齢ではなくなっていたため「ちょっと遅かったよね」と冷静に言われ[9][55]、次男からは「ヨシタケさんの絵本の方が面白いよ」と言われたと笑って話している[56]。
- 『パンどろぼう』の「まずい」というセリフと表情については、当初、読者に不快感を与えないか不安があった[57]。しかし、「まずい」の顔は人気を博し[58]、そのインパクトの強さから各種グッズや、コラボメニューにも取り入れられている[59][60]。
- ヨシタケシンスケとの対談において、本を読んだこどもたちからの手紙が活力になっていると明かしている[61]。
- ペンネームの「ケイコ」は本名の「啓子」での漢字表記だと印象が固くなってしまうため、カタカナ表記にしている[62]。

活動拠点
活動拠点を東京ではなく高知にしている理由は故郷への愛着に加え、人混みが苦手なこと、東京のような刺激の多い都市ではインプット過多になってしまうため、地元高知のような自然に囲まれた環境であれば落ち着いて創作できること、東京で学ぶことも考えたが「東京は怖い」と感じていたことや高知という地方都市で活動することで独自のスタイルを貫こうとしたことなどが挙げられる。
作風
オイルパステルの鮮やかな色使いとあたたかなタッチ、ユーモラスなシチュエーションと時にシュールなキャラクターの表情が特徴。
加えて、インタビューで自身の絵本作品において「絵本の世界では怒らない」ということを強く意識していると話している。これは『おさるのジョージ』における黄色い帽子のおじさんのイメージに近く、子どもを怒らずに「新しい別の提案をする」というメッセージを伝えたいという思いがある。現実の子育てでは怒ってしまうこともあると述べているが、絵本という媒体を通して、怒りではないアプローチを示すことを大切にしている。
動物
「家の近くに動物園があれば、毎日でも通いたいくらい動物が好き」と話すように、作品には動物のキャラクターが多く出てくる。
愛犬の名は「小夏」、愛猫の名は「友蔵」と「ろくちゃん」。
愛猫2匹がロックバンドを結成したら、というコンセプトで2024年に「TOMOROCK」展が開催されている。
食べ物
美味しいものが好きで、作品にも多くの食べ物が出てくる。好きな食べ物の一つに酢の物（マリネや、リュウキュウとツナの酢の物など）を挙げている。
パンも好きで、朝食は食パンやフランスパンなど。山で食べるホットサンドも好んでいる。

## 書籍
- めがねこシリーズ（手紙社）
  - めがねこ（2016年8月）
  - めがねこのぼうけん（2019年4月）
- しろくまシリーズ（PHP研究所）
  - おいしそうなしろくま（2017年1月）
  - あま〜いしろくま（2017年8月）
  - おべんとうしろくま（2018年4月）
  - うみのごちそうしろくま（2018年11月）
  - おやさいしろくま（2019年9月）
  - あかいしろくま（2020年7月）
  - にくにくしろくま（2021年2月）
  - パンしろくま（2022年8月）
  - まっしろしろくま（2023年11月）
- ぽめちゃんシリーズ（白泉社）
  - ぽめちゃん（2018年11月）
  - ぽめちゃんとだっくすちゃん（2020年3月）[69]
- ぱぱんがパン！（2020年3月、アリス館）[70]
- パンどろぼうシリーズ（KADOKAWA）
  - パンどろぼう（2020年4月） / 大型絵本（2024年4月）
  - パンどろぼうvsにせパンどろぼう（2021年1月）
  - パンどろぼうとなぞのフランスパン（2021年11月）
  - パンどろぼうおにぎりぼうやのたびだち（2022年9月）[71]
  - パンどろぼうのせかいいちおいしいパンレシピ（2022年9月、料理：吉永麻衣子） - レシピ本
  - パンどろぼうのせかいいちかんたん子どもとつくるパンレシピ（2024年6月、料理：吉永麻衣子） - レシピ本
  - パンどろぼうとほっかほっカー（2023年9月）[72]
  - パンどろぼうせかいいちかわいいてづくりこもの（2023年9月） - 手芸本
  - いとしいいとしいいとしのパンどろぼうずかん（2024年8月）[73]
  - パンどろぼうとりんごかめん（2024年9月）[74]
  - ぬりえ絵本 パンどろぼう（2025年1月）[75]
  - パンどろぼういとしのステッチ&てづくりこもの（2025年2月） - 手芸本
- ぱなしくん（2022年2月、PHP研究所）[76]
- ドーナツペンタくん（2022年6月、白泉社）[77]
- かぼちゃスープのおふろ（2022年11月、小学館）[78]
- パンダのおさじシリーズ（ポプラ社）
  - パンダのおさじとフライパンダ（2023年5月）[30][79]
  - パンダのおさじとふりかけパンダ（2024年4月）[80]
  - パンダのおさじとせっけんパンダ（2025年4月）
- くまたのびっくりだいさくせん（2024年7月、白泉社）[81]
- 柴田ケイコ 100枚レターフーブック（2024年12月、パイ インターナショナル）[82]
- つんへんちゃん 1・2・3歳しかけ絵本（2025年5月、小学館）[83]

#### 共著
- 武市明子・有加『ある日』（2007年7月、高知新聞企業）[84]
- クゲユウジ『シンデレラが語るシンデレラ 1人称童話シリーズ Vol.2』（2017年8月、スピーディ）
- パイインターナショナル
  - 大塚健太
    - おにゃけ（2019年6月）
    - でんにゃ（2020年4月）
    - うごきません。（2020年10月）[注釈 2]
    - なまけていません。（2022年3月）
    - とびません。（2023年10月）[87]
- 石津ちひろ『にんじんかりかりかじったら』（2019年7月、金の星社）
- クイズどっちがおいしいでショウ（2021年、cookpad）[88]
- 中川ひろたか『カピバラのだるまさんがころんだ』（2021年9月、金の星社）
- 奥原弘美『はっけよい！おせちばしょ』（2021年11月、くもん出版）
- 川之上英子・川之上健『うちのピーマン』（2024年2月、アリス館）
- 苅田澄子『おばけずし』（2024年12月、金の星社）
- 大塚健太『ハムスたんていとかいとうニャー』（2025年6月、Gakken）[89]
- やまざきひろし『ぶたすけのラッパ』（2025年6月、ポプラ社）[90]
- くどうれいん『まきさんのソフトクリーム』（2025年7月、岩崎書店）

#### 表紙・挿絵
- 梅田みか『年下恋愛』（2007年、マガジンハウス）
- カレン・マキナニー（武田ランダムハウスジャパン）
  - 注文の多い宿泊客（2008年）
  - 料理人は夜歩く（2009年）
  - 危ないダイエット合宿（2010年）
  - 海賊の秘宝と波に消えた恋人（2012年）
- 井形慶子『しばられない暮らし』（2011年、中経出版）
- 林真理子『最初のオトコはたたき台』（2012年、文藝春秋）
- 有賀明美『大切な人に会いたくなる結婚式の物語』（2012年、ダイヤモンド社）
- 桂才賀『もう一度、子供を叱れない大人たちへ』（2015年、実務教育出版）
- 胸を打つ日本の美しい物語（2015年、主婦と生活社）
- 監修 永田美絵『宙ガールバイブル』（2015年、双葉社）
- 教科書にでてくるせかいのむかし話「人魚姫」「金のがちょう」（2016年、あかね書房）[91]
- 今津嘉宏『子どもの心と体を守る 「冷えとり」養成』（2016年、青春出版社）
- 原宏一『ねじれびと』（2018年、祥伝社）
- 清水章弘『「勉強ができるぼく」のつくりかた 30日で効果ばつぐん！』（2015年、PHP研究所）
- 丹野清志『なぜ上手い写真が撮れないのか』（2018年、玄光社）
- 1分えほん（ポプラ社）
  - どれがすき？1分えほん 0・1歳「てくてくぱんだくん」（2019年）
  - これよんで！1分えほん 1・2歳「おばけだぞう」（2019年）
- うんこドリル（文響社）
  - ちえ 4･5･6さい（2019年）[92]
  - アルファベット3･4さい（2020年）[93]
- 小学館世界J文学館「注文の多い料理店」（2022年、小学館）[94]

#### 雑誌
- 季刊高知（2005年 - 、クリケット） - 表紙など[95][96]
- なごみのカフェブック（第2号 - 第17号、高知NEXT） - 表紙など[97]

## アニメーション映像
- あいみょん「愛の花」（2023年）[98]

## デザイン・イラスト
- 舞台『君となら』（2014年） - パンフレットイラスト[99]
- 金高堂書店（2015年） - オリジナルカバー・紙袋[100]
- 全国銀行協会 カードライオン（2018年） - CM動画イラスト
- いの町 移動式図書館車（2025年）[101]

他、多数

### キャラクター
- ゆずこちゃん・ナルーコさん・ケイトちゃん（2023年） - 手芸用品店・コマドリ卸団地店のご当地ワッペン[102]
- ほっかいどう地チーズ警察（2024年） - 「北海道地チーズ博2024」のキャラクター[103]
- NAKAYOSHI MOLIMO（2024年） - 高知県社会就労センター協議会 キャラクター[104]
- ぼうしパンファミリー（2025年） - 高知県観光協会キャラクター[105][106]

### CDジャケット
- あんみつ『日曜はダメよ』（2007年）[107]
- song sparrow『Roomy』（2009年） - アルバムデザイン&イラスト[108]
- Biscotti
  - with MUSIC（2012年）[109]
  - Live-雨ニモ負ケズ-（2014年）[110]

### その他
- 椙本神社 ジャンボ絵馬
  - 丑「一陽来復」（2021年干支）[111]
  - 寅「勇往邁進」（2022年干支）[112]
  - 卯「雪に耐えて梅花麗し」（2023年干支）[113][114]
  - 辰「挑・成・発・躍」（2024年干支）[115][116]
  - 巳「招財進寶」（2025年干支）[117][118]

## 展覧会
この他にサイン会やワークショップなども多数開催している。
| 開催年月              | タイトル                                                       | 場所                                                       | 備考            |
| --------------------- | -------------------------------------------------------------- | ---------------------------------------------------------- | --------------- |
| 2000年10月            | keikoten                                                       | ファウストギャラリー                                       | [ 28 ]          |
| 2006年7月             | 柴田ケイコ イラスト個展「pompon」 ポンポン展                   | ファウストギャラリー                                       | [ 120 ]         |
| 2006年8月             | 柴田 ケイコの展覧会                                            | 帯町創庫 とさは青空                                        | [ 121 ]         |
| 2007年1月             | 柴田ケイコ ILLUST展「de cyayon」〜ドゥ・クレヨン〜             | ファウストギャラリー                                       | [ 122 ]         |
| 2008年5月 - 6月       | 柴田ケイコillust個展「La moutonne展」                          | graffiti                                                   | [ 123 ]         |
| 2008年10月            | テュケ・プクワ同時個展柴田ケイコILLUST展「ど・う・ぶ・つ・ぶ」 | pourquoi                                                   | [ 124 ]         |
| 2008年10月 - 11月     | テュケ・プクワ同時個展柴田ケイコILLUST展「ど・う・ぶ・つ・ぶ」 | Tuche                                                      | [ 124 ]         |
| 2009年1月 - 2月       | しばた市                                                       | ギャラリー・コパ                                           | [ 125 ]         |
| 2009年12月            | 柴田ケイコillust collection「’09NOTE」                         | お茶とギャラリー1188                                       | [ 126 ]         |
| 2010年7月             | 柴田ケイコillustration個展 しばた商店                          | にじ画廊                                                   | [ 38 ]          |
| 2010年 9月            | 柴田ケイコillustration個展 しばた商店                          | 美容室balle                                                | [ 127 ]         |
| 2011年11月            | いやし絵                                                       | 住宅展示場FUKUYA VILLAGE CoCaGeさんかくの家 – cafe&library | [ 128 ]         |
| 2012年1月             | イラストレーター・柴田ケイコ個展「なごみ年」                   | 手紙舎本店                                                 | [ 129 ]         |
| 2012年9月 - 10月      | 柴田ケイコILLUST展 こうちのたべものと愛らしいもの              | graffiti                                                   | [ 130 ]         |
| 2013年12月            | 柴田ケイコ個展「花鳥木森（はなとりきもり）」                   | 高知こどもの図書館                                         | [ 131 ]         |
| 2014年6月 - 7月       | 柴田ケイコ個展「花鳥木森（はなとりきもり）」                   | 手紙舎 札幌店                                              | [ 132 ]         |
| 2014年7月             | こてんぱん                                                     | 手紙社                                                     | [ 133 ]         |
| 2014年10月            | こてんぱん                                                     | 美容室balle                                                | [ 134 ]         |
| 2015年5月             | 「おいしい、シロクマ」展                                       | sumica                                                     | [ 135 ] [ 136 ] |
| 2015年8月             | 金高堂書店リニューアル記念 柴田ケイコ展                        | 金高堂書店本店                                             | [ 137 ]         |
| 2015年10月            | 柴田ケイコ個展「POLAR LAND」                                   | にじ画廊                                                   | [ 138 ]         |
| 2015年11月            | 柴田ケイコ個展「POLAR LAND」                                   | ファウストギャラリー                                       | [ 139 ]         |
| 2016年7月 - 8月       | 柴田ケイコ イラスト展                                          | 金高堂書店本店                                             | [ 140 ]         |
| 2016年8月             | 柴田ケイコ個展「めがねさん」                                   | 手紙舎 2nd STOTY                                           | [ 141 ]         |
| 2016年10月            | 柴田ケイコ個展「めがねさん」                                   | ファウストギャラリー                                       | [ 99 ]          |
| 2016年11月            | 柴田ケイコ個展「めがねさん」                                   | リュネットジュラ                                           | [ 142 ]         |
| 2017年9月 - 10月      | 柴田ケイコ個展「おなま絵展」+『あま〜いしろくま』原画展        | GALLERY E                                                  | [ 143 ]         |
| 2018年12月            | 柴田ケイコ「いとしいいきもの展」                               | GALLERY E                                                  | [ 144 ]         |
| 2019年8月             | たいわんしろくま                                               | 箱庭（台湾・台中市）                                       | [ 145 ]         |
| 2019年11月            | 日々猫暮らし                                                   | GALLERY E                                                  | [ 146 ]         |
| 2020年11月 - 12月     | 柴田ケイコ 個展「colorful」                                    | GALLERY E                                                  | [ 147 ]         |
| 2021年11月 - 12月     | 柴田ケイコ個展2021 What if...                                  | GALLERY E                                                  | [ 148 ]         |
| 2022年4月 - 6月       | 柴田ケイコ展 くらしのなかで生まれるもの                        | 香美市立美術館                                             | [ 149 ]         |
| 2022年7月 - 9月       | 柴田ケイコ パンどろぼう展                                      | 駿府博物館                                                 | [ 150 ]         |
| 2022年12月            | 柴田ケイコ個展 風展                                            | ギャラリー・コパ                                           | [ 151 ]         |
| 2023年2月 - 3月       | 柴田ケイコ展〜ちゃかぽこカーニバル〜                           | 高知県立文学館                                             | [ 152 ]         |
| 2023年7月 - 8月       | 柴田ケイコ「TABIA展」                                          | 手紙舎 2nd STORY                                           | [ 153 ]         |
| 2023年8月             | 柴田ケイコ「TABIA展」                                          | 高知大丸                                                   | [ 154 ]         |
| 2023年8月 - 9月       | 柴田ケイコ「TABIA展」                                          | 手紙舎 前橋店                                              | [ 153 ]         |
| 2024年8月             | TOMOROCK展                                                     | 手紙舎 文箱                                                | [ 155 ]         |
| 2024年9月             | TOMOROCK展                                                     | 手紙舎 2nd STORY                                           | [ 155 ]         |
| 2024年11月            | TOMOROCK展                                                     | 高知大丸                                                   | [ 67 ]          |
| 2024年8月 - 2026年2月 | パンどろぼう展                                                 | 松屋銀座 他                                                | [ 156 ]         |
| 2025年7月 - 8月       | 柴田ケイコ オールドイラスト展                                  | 高知 蔦屋書店                                              | [ 157 ]         |

| 開催年月          | タイトル                                                          | 場所                         | 備考               |
| ----------------- | ----------------------------------------------------------------- | ---------------------------- | ------------------ |
| 2017年4月         | おいしそうなしろくま展                                            | 高知こどもの図書館           | [ 158 ]            |
| 2017年8月 - 9月   | 『あま〜いしろくま』原画展                                        | 金高堂書店                   | [ 159 ]            |
| 2017年9月         | 『あま〜いしろくま』原画展                                        | 旭屋書店天王寺MiO店          | [ 159 ]            |
| 2018年3月 - 5月   | おべんとうしろくま 原画展                                         | 金高堂書店 本店              | [ 160 ] [ 161 ]    |
| 2018年7月         | 『めがねこ』展                                                    | よもぎBOOKS                  | [ 162 ]            |
| 2019年1月         | 『ぽめちゃん・うみのごちそうしろくま』原画展                      | オーテピア                   | [ 163 ]            |
| 2019年6月         | 『めがねこのぼうけん』出版記念原画展                              | 手紙舎 2nd STORY             | [ 164 ]            |
| 2020年4月         | 柴田ケイコ・春のパン祭り 1弾『ぱぱんがパン！』出版記念 絵本原画展 | 本とコーヒーtegamisha        | [ 165 ]            |
| 2020年9月 - 10月  | 柴田ケイコさん絵本原画展『ぽめちゃんとだっくすちゃん』            | ブックハウスカフェ           | [ 166 ]            |
| 2020年11月        | 絵本『うごきません。』刊行記念 柴田ケイコ原画展                   | 青山ブックセンター           | [ 167 ]            |
| 2021年1月 - 3月   | 柴田ケイコ『パンどろぼう vs にせパンどろぼう』原画展              | 高知 蔦屋書店                | [ 168 ]            |
| 2021年3月 - 4月   | 柴田ケイコどうぶつ絵本原画展                                      | 高知県立のいち動物公園       | [ 169 ] [ 注釈 2 ] |
| 2022年2月         | 柴田ケイコ絵本原画展                                              | 日高村立図書館「ほしのおか」 | [ 170 ]            |
| 2022年2月         | 柴田ケイコ絵本原画展                                              | 土佐町立図書館               | [ 171 ]            |
| 2022年2月 - 3月   | パンどろぼうとなぞのフランスパン 柴田ケイコ原画展                 | 高知 蔦屋書店                | [ 172 ]            |
| 2022年6月 - 7月   | 『ドーナツペンタくん』発売記念絵本原画展                          | 本とコーヒーtegamisha        | [ 173 ]            |
| 2022年7月 - 8月   | 『ドーナツペンタくん』発売記念絵本原画展                          | 高知 蔦屋書店                | [ 173 ]            |
| 2022年8月         | 柴田ケイコ原画展プラス                                            | 下知コミュニティセンター     | [ 174 ]            |
| 2022年9月 - 10月  | パンどろぼう おにぎりぼうやのたびだち 柴田ケイコ原画展            | 高知 蔦屋書店                | [ 175 ]            |
| 2022年10月 - 11月 | 柴田ケイコ『パンしろくま』 出版記念絵本原画展                     | 手紙社 文箱                  | [ 176 ]            |
| 2023年11月 - 12月 | 『とびません。』絵本原画展                                        | 高知 蔦屋書店                | [ 177 ]            |
| 2024年7月 - 8月   | 『くまたのびっくりだいさくせん』発売記念 絵本原画展               | 高知 蔦屋書店                | [ 178 ]            |
| 2025年5月 - 6月   | 『ハムスたんていと かいとうニャー』絵本原画展                     | ニジノ絵本屋I号店            | [ 179 ]            |
| 2025年6月 - 8月   | 柴田ケイコどうぶつ絵本原画展II                                    | 高知県立のいち動物公園       | [ 180 ] [ 注釈 2 ] |
| 2025年6月 - 8月   | 柴田ケイコとくいしんぼう－柴田ケイコ絵本原画展－                  | 織田廣喜美術館               | [ 181 ]            |
| 2025年7月 - 8月   | くどうれいん×柴田ケイコ『まきさんのソフトクリーム』絵本原画展     | TEGAMISHA BOOKSTORE          | [ 182 ]            |

| 開催年月        | タイトル                                        | 場所                   | 備考    |
| --------------- | ----------------------------------------------- | ---------------------- | ------- |
| 2003年9月       | 5ROOMS                                          | 高知県立美術館         | [ 183 ] |
| 2014年6月 - 7月 | 香美アートアニュアルvol.2イラストレーターの仕事 | 香美市立美術館         | [ 184 ] |
| 2016年6月 - 7月 | 海うみ展                                        | もりたうつわ製作所     | [ 185 ] |
| 2016年7月       | 100人のシルクスクリーン展テーマ どうぶつ        | tanabike               | [ 186 ] |
| 2016年12月      | どうぶつ展                                      | もりたうつわ製作所     | [ 187 ] |
| 2018年4月 - 7月 | 「ねこ画展」〜ねこ画から生まれた愛おしい世界〜  | Gallery AaMo           | [ 188 ] |
| 2020年4月 - 5月 | こけし展                                        | 川村雑貨店             | [ 189 ] |
| 2021年7月 - 8月 | イラストレーション・フェスティバル」原画&版画展 | TEGAMISHA GALLERY soel | [ 190 ] |
| 2021年12月      | 二の次                                          | 美容室balle            | [ 191 ] |
| 2022年5月       | 春のはし置きまつり                              | もりたうつわ製作所     | [ 192 ] |
| 2023年1月       | バッグがキャンバス展                            | 川村雑貨店             | [ 193 ] |
| 2023年6月 - 7月 | マキノスタイル                                  | もりたうつわ製作所     | [ 194 ] |

### 主な企画展
- 柴田ケイコのうひょひょてんらんかい（2022年7月、TOBICHI東京）[195]
- 「パンどろぼうの世界」フェア（2022年8月 - 9月、ところざわサクラタウン）[196]
- パンどろぼうカフェwithサンデーブランチ
  - 吉祥寺（2024年1月 - 7月）[59]
  - 下北沢（2024年11月 - 2025年4月）[60]
- パンどろぼう5周年フェスティバル（2025年8月、恵比寿ガーデンプレイス）[197]

## メディアミックス

### 舞台
- パンどろぼう えほんよみきかせステージイベント
  - 2023（2023年12月、ところざわサクラタウン）[198]
  - 2024（2024年9月、有楽町朝日ホール）[199]
- 人形劇団クラルテ『パンどろぼう』
  - 2024（2024年7月 - 2025年3月、すばるホール 他）[200]
  - 2025（2025年5月 - 2026年1月、めぐろパーシモンホール 大ホール 他）[201]

## 出演

### テレビ番組
- 高知まるごと情報市（2009年10月、NHK高知放送局）[202]
- イブニングKOCHI「高知家ひとナビ」（2015年12月16日、テレビ高知）[203]
- からふる（2020年3月、テレビ高知）[204]
- こうちいちばん（2021年3月、NHK高知放送局）[205]
- セブンルール（2021年5月、フジテレビ）[206][207]
- ここだけのはなし 第十回（2022年1月、テレビ高知）[208][209]
- 小峠英二のなんて美だ!（2022年5月、TOKYO MX）
- 王様のブランチ（2022年10月、TBS）[210]
- ニュースLIVE! ゆう5時（2023年5月、NHK総合）
- 新美の巨人たち（2024年3月、テレビ東京）[211]
- グレーテルのかまど（2024年7月、NHK Eテレ）[212][213]
- ノージーのひらめき工房「ほっとでつくろう！」（2024年11月、NHK Eテレ）[214]
- あさイチ（2025年4月、NHK総合）[215]
- サクサクヒムヒム ☆推しの降る夜☆（2025年4月、日本テレビ）[216]
- “絵本王国” 高知〜創作を支える ふるさと〜（2025年6月、NHK総合）[217][218]
- 情熱大陸（2025年6月、TBS）[219]

### ラジオ
- みちるのどこでもトラットリア（2006年6月、高知シティFM）[220]
- 週刊・季刊高知（RKCラジオ）
  - 2009年12月[221]
  - 2016年10月[99]
- YOSAKOI LIVE RELAY 2024（2024年8月、FM高知）
- ACROSS THE SKY（2024年8月、J-WAVE）[222]
- 山崎怜奈の誰かに話したかったこと。（2024年9月、TOKYO FM）[223]
- パンサー向井の#ふらっと（2024年10月、TBSラジオ）[224]
- 野菜をMOTTO presents スープのじかん。第109回・第110回（2025年4月・5月、InterFM897）[225][226][227]

## 受賞歴
| 年     | 回     | タイトル                             | 賞・順位               | 受賞作                                     | 備考    |
| ------ | ------ | ------------------------------------ | ---------------------- | ------------------------------------------ | ------- |
| 2003年 |        | JEANS FACTORY CONTEMPORARY ART AWARD | 優秀賞                 |                                            |         |
| 2009年 | 第10回 | ノート展                             | 準大賞                 |                                            | [ 37 ]  |
| 2017年 | 第10回 | MOE絵本屋さん大賞2017                | 第4位 新人賞 第2位     | おいしそうなしろくま                       | [ 228 ] |
| 2017年 | 第27回 | けんぶち絵本の里大賞                 | アルパカ賞             | おいしそうなしろくま                       | [ 229 ] |
| 2017年 | 第8回  | リブロ絵本大賞                       | 大賞                   | おいしそうなしろくま                       | [ 230 ] |
| 2017年 | 第5回  | 積文館グループ絵本大賞               | 第3位                  | おいしそうなしろくま                       | [ 231 ] |
| 2018年 | 第6回  | 積文館グループ絵本大賞               | 第6位                  | おべんとうしろくま                         | [ 232 ] |
| 2018年 | 第28回 | けんぶち絵本の里大賞                 | びばからす賞           | あま〜いしろくま                           | [ 233 ] |
| 2018年 | 第2回  | 未来屋えほん大賞                     | 第4位                  | おべんとうしろくま                         | [ 234 ] |
| 2019年 | 第3回  | 未来屋えほん大賞                     | 第6位                  | うみのごちそうしろくま                     | [ 235 ] |
| 2020年 | 第13回 | MOE絵本屋さん大賞2020                | 第2位                  | パンどろぼう                               | [ 236 ] |
| 2020年 | 第8回  | 積文館グループ絵本大賞               | 第2位                  | パンどろぼう                               | [ 237 ] |
| 2020年 | 第1回  | TSUTAYAえほん大賞                    | 第1位                  | パンどろぼう                               | [ 238 ] |
| 2020年 | 第11回 | リブロ絵本大賞                       | 大賞                   | パンどろぼう                               | [ 239 ] |
| 2021年 | 第31回 | けんぶち絵本の里大賞                 | びばからす賞           | パンどろぼう                               | [ 240 ] |
| 2021年 | 第2回  | TSUTAYAえほん大賞                    | 第1位                  | パンどろぼうvsにせパンどろぼう             | [ 241 ] |
| 2021年 | 第2回  | TSUTAYAえほん大賞                    | 第5位                  | うごきません                               | [ 241 ] |
| 2021年 | 第5回  | 未来屋えほん大賞                     | 大賞                   | パンどろぼうvsにせパンどろぼう             | [ 242 ] |
| 2021年 | 第9回  | 静岡書店大賞                         | 児童書・新作部門 大賞  | パンどろぼうvsにせパンどろぼう             | [ 243 ] |
| 2021年 | 第7回  | 沖縄書店大賞                         | 絵本部門大賞           | パンどろぼう                               | [ 244 ] |
| 2022年 | 第32回 | けんぶち絵本の里大賞                 | びばからす賞           | パンどろぼうとなぞのフランスパン           | [ 245 ] |
| 2022年 | 第3回  | TSUTAYAえほん大賞                    | 第3位                  | パンどろぼうとなぞのフランスパン           | [ 246 ] |
| 2022年 | 第3回  | TSUTAYAえほん大賞                    | 第8位                  | ドーナツペンタくん                         | [ 246 ] |
| 2022年 | 第15回 | MOE絵本屋さん大賞2022                | 第8位                  | ドーナツペンタくん                         | [ 247 ] |
| 2023年 | 第33回 | けんぶち絵本の里大賞                 | びばからす賞           | パンしろくま                               | [ 248 ] |
| 2023年 | 第4回  | TSUTAYAえほん大賞                    | 第1位                  | パンどろぼう おにぎりぼうやのたびだち      | [ 46 ]  |
| 2023年 | 第4回  | TSUTAYAえほん大賞                    | 第5位                  | パンダのおさじと フライパンダ              | [ 46 ]  |
| 2023年 | 第14回 | リブロ絵本大賞                       | 入賞                   | パンダのおさじと フライパンダ              | [ 249 ] |
| 2023年 | 第11回 | 静岡書店大賞                         | 児童書・新作部門 第3位 | パンダのおさじと フライパンダ              | [ 250 ] |
| 2023年 | 第10回 | 料理レシピ本大賞                     | こどもの本賞           | パンどろぼうのせかいいちおいしいパンレシピ | [ 251 ] |
| 2023年 | 第16回 | MOE絵本屋さん大賞2023                | 大賞                   | パンどろぼうとほっかほっカー               | [ 252 ] |
| 2023年 | 第16回 | MOE絵本屋さん大賞2023                | 第3位                  | パンダのおさじと フライパンダ              | [ 252 ] |
| 2024年 | 第8回  | 未来屋えほん大賞                     | 第4位                  | うちのピーマン                             | [ 253 ] |
| 2024年 | 第8回  | 未来屋えほん大賞                     | 第6位                  | パンダのおさじと フライパンダ              | [ 253 ] |
| 2024年 | 第11回 | 積文館グループ絵本大賞               | 第3位                  | パンダのおさじと フライパンダ              | [ 254 ] |
| 2024年 | 第11回 | 積文館グループ絵本大賞               | 第6位                  | パンどろぼうとほっかほっカー               | [ 254 ] |
| 2024年 | 第4回  | こどもの本総選挙                     | 第6位                  | パンどろぼう                               | [ 255 ] |
| 2024年 | 第5回  | TSUTAYAえほん大賞                    | 第5位                  | うちのピーマン                             | [ 256 ] |
| 2024年 | 第5回  | TSUTAYAえほん大賞                    | 第6位                  | パンダのおさじと ふりかけパンダ            | [ 256 ] |
| 2024年 | 第15回 | リブロ絵本大賞                       | 入賞                   | うちのピーマン                             | [ 257 ] |
| 2024年 | 第17回 | MOE絵本屋さん大賞2024                | 第9位                  | パンダのおさじと ふりかけパンダ            | [ 258 ] |
| 2024年 | 第17回 | MOE絵本屋さん大賞2024                | 第10位                 | くまたのびっくりだいさくせん               | [ 258 ] |
| 2025年 | 第11回 | 沖縄書店大賞                         | 絵本部門大賞           | パンどろぼうとりんごかめん                 | [ 259 ] |
| 2025年 |        | 日本キャラクター大賞2025             | 選定委員特別賞         | 『パンどろぼう』シリーズ                   | [ 260 ] |